# Svöðufoss
Svöðufoss è una cascata alta 40 metri situata nella penisola di Snæfellsnes, nella regione del Vesturland, nella parte occidentale dell'Islanda.

## Descrizione
Alla fine della valle Fossdalur, il Laxá á Breið cade per 40 metri da una parete rocciosa e poi prosegue a nordest di Rif, villaggio di pescatori del comune di Snæfellsbær, prima di terminare il suo corso nell'Oceano Atlantico dove sfocia nel fiordo Breiðafjörður.

## Accesso
La cascata Svöðufoss è situata tra Ólafsvík e Rif, lungo la strada S574 Útenesvegur. Dalla S574 si prosegue lungo una strada sterrata in direzione della fattoria Sveinnstadir fino alla fine della strada, nei pressi della fattoria Foss. Di qui occorre proseguire a piedi per altri 800 metri.
Svöðufoss si trova circa 650 metri a ovest della cascata Kerlingarfoss, posta sul fiume Fossá/Fosslaekur.